# Daniel Moroder
Daniel Moroder (geboren am 22. Januar 2002 in Sterzing) ist ein ehemaliger italienischer Skispringer.

## Herkunft und Persönliches
Daniel Moroder stammt aus dem Gröden. Er ist mit der italienischen Skispringerin Lara Malsiner liiert.

## Werdegang
Der von der Südtiroler Sporthilfe geförderte Moroder debütierte am 13. Januar 2017 in Schonach bei einem Einzelspringen von der Normalschanze mit einem 73. Platz im Skisprung-Alpencup, in dem er in diesem Jahr regelmäßig an den Start ging. Zwei Jahre später nahm er an den Nordischen Junioren-Skiweltmeisterschaften 2019 im finnischen Lahti teil. Im Einzelspringen von der Normalschanze schied er auf Platz 51 im ersten Durchgang aus. Gemeinsam mit Francesco Cecon, Mattia Galiani und Giovanni Bresadola trat er auch im Teamwettbewerb an. Das italienische Quartett erreichte unter 14 gestarteten Mannschaften den zwölften Platz. Bei den Olympischen Jugend-Winterspielen 2020 in Lausanne belegte er im Einzel von der Normalschanze den 15. Platz.
Am 8. Februar 2020 gab er in Brotterode sein Debüt im Skisprung-Continental-Cup mit einem 49. Platz und erzielte am 23. Februar im Val di Fiemme seine ersten beiden Wertungspunkte in dieser Wettkampfserie, deren Saison er mit diesen beiden Punkten auf dem 106. Rang der Winter-Continental-Cup-Wertung und dem 158. Rang der kombinierten Wertung aus Sommer und Winter abschloss. Bei den Nordischen Junioren-Skiweltmeisterschaften 2020 in Oberwiesenthal wurde er 34. im Einzel. Im Teamwettkampf der Männer wurde er zusammen mit Mattia Galiani, Domenico Mariotti und Francesco Cecon Elfter und erreichte im Mixed-Team-Wettbewerb gemeinsam mit Jessica Malsiner, Mattia Galiani und Lara Malsiner den achten Platz.
In der Saison 2020/21 nahm Moroder am 15. Januar 2021 in Zakopane erstmals an einem Qualifikationsspringen für einen Wettkampf im Skisprung-Weltcup teil, die er mit dem 53. Platz jedoch verpasste. Dafür bestritt er am darauffolgenden Tag an der Seite von Francesco Cecon, Giovanni Bresadola und Alex Insam den Teamwettkampf an gleicher Stelle, in dem man auf dem neunten und letzten Rang im ersten Durchgang ausschied. Bei den Junioren-Skiweltmeisterschaften 2021 in Lahti wurde er 23. im Einzel. Im Team mit Mattia Galiani, Francesco Cecon und Giovanni Bresadola belegte er den siebten Rang.
Bei den Nordischen Skiweltmeisterschaften 2021 in Oberstdorf konnte sich Moroder für das Einzelspringen von der Normalschanze qualifizieren, in dem er als 51. im ersten Durchgang ausschied. Es blieb sein einziger Einsatz bei diesen Weltmeisterschaften. Nach der ersten Wettkampfwoche mussten die italienischen Skispringer auf Anordnung ihres Skiverbandes aus Oberstdorf abreisen, nachdem sich mehrere Mitglieder des Teams mit SARS-CoV-2 infiziert hatten.
Bei den Nordischen Juniorenskiweltmeisterschaften 2022 im polnischen Zakopane wurde er im Einzelwettbewerb 38. Mit der italienischen Mixed-Staffel wurde er im Teamwettbewerb Achter.

## Statistik

### Continental-Cup-Platzierungen
| Saison  | Sommer | Sommer | Winter | Winter | Gesamt | Gesamt |
| Saison  | Platz  | Punkte | Platz  | Punkte | Platz  | Punkte |
| ------- | ------ | ------ | ------ | ------ | ------ | ------ |
| 2019/20 | —      | —      | 106.   | 0002   | 158.   | 0002   |